# Scordonia nigrilinearia
Scordonia nigrilinearia là một loài bướm đêm trong họ Geometridae.